# Fleinn Hjörsson
Fleinn Hjörsson est un scalde norvégien du IXe siècle. 
D'après le Landnamabok (H, 295), il est originaire de Jösureið, une île située près de Borgund, dans le Møre. Il séjourna auprès de Þórolfr Herjólfsson hornabrjótr (« casseur de cornes ») et de son frère Óláfr, qui étaient rois dans les Upplönd. Il se rendit ensuite au Danemark, où il entra au service du roi Eysteinn, qui apprécia tant sa poésie qu'il lui donna sa fille en mariage.
Selon le Skáldatal, Fleinn fut l'un des poètes de cour du roi de Suède légendaire Eystein beli. 
Aucune de ses œuvres n'a été conservée. Toutefois, dans le Háttatal (57), Snorri Sturluson évoque, parmi les différents mètres scaldiques, le fleinsháttr (« mètre de Fleinn »), qui tirerait son nom de Fleinn Hjörsson. Il s'agit d'une variante du dróttkvætt où la deuxième rime tombe sur la deuxième syllabe accentuée, et non sur la troisième. Pour illustrer ce mètre, Snorri a composé une strophe commençant de la façon suivante :
Hilmir hjalma skúrir
herðir sverði roðnu, ...

## Note
1. ↑  Turville-Petre, E.O.G. Scaldic poetry. Oxford : Clarendon Press, 1976. P. xxix.  (ISBN 0-19-812517-8).